# Provinciedomein Raversijde

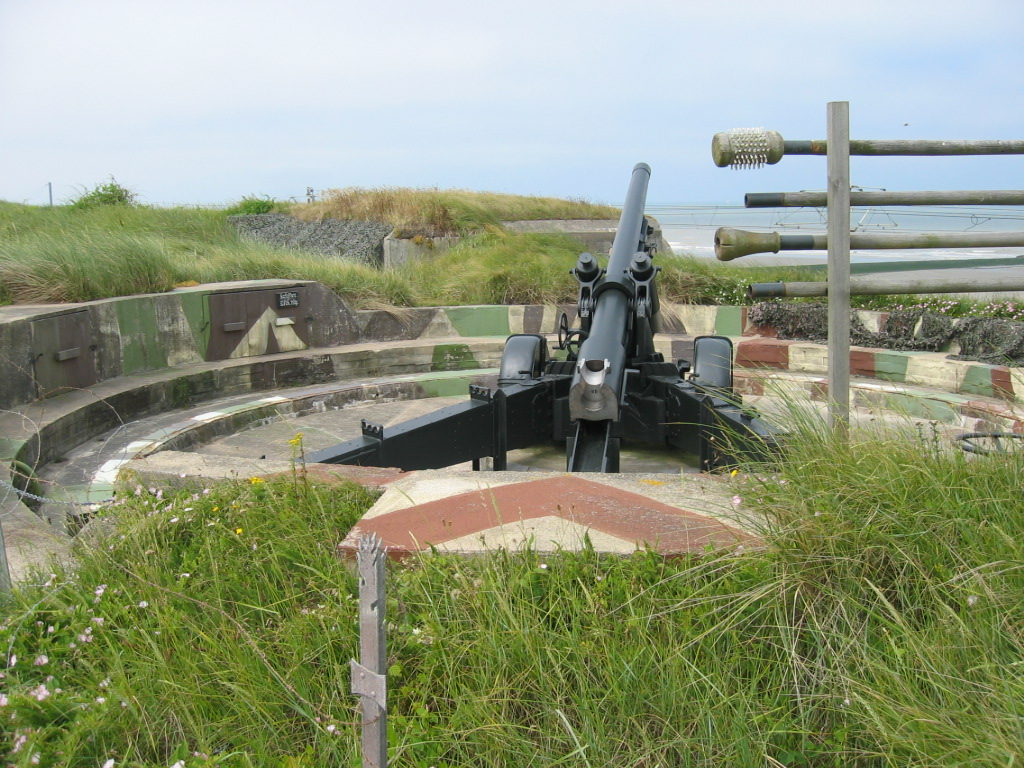
Atlantikwall met artillerie

Het Provinciedomein Atlantikwall Raversyde, is een West-Vlaams provinciaal domein in Raversijde, een deelgemeente van Oostende. Het werd opengesteld in 1988 en wordt verder uitgebouwd. Het domein ligt vlak aan zee en gedeeltelijk tussen de duinen. Het heeft een oppervlakte van ongeveer 50 hectare en vervult een recreatieve en culturele rol.

## Geschiedenis
Het domein wordt uitgebouwd rond het voormalig Koninklijk Domein van Leopold II. Hij verwierf vanaf 1902 gronden in Raversijde, en liet er een "Noors chalet" bouwen, dat in de Eerste Wereldoorlog echter verdween. Tijdens de Tweede Wereldoorlog werd het domein gebruikt als deel van de Atlantikwall. Na zijn regentschap van 1944-1950 kwam prins Karel zich in Raversijde vestigen. Hij verkocht in 1981 het domein aan de Belgische Staat, daarna werd het uiteindelijk in zijn oorspronkelijke staat hersteld, uitgebreid en voor het publiek opengesteld in 1988.

## Domein
In het domein vindt men:
- het Openluchtmuseum Atlantikwall
- het Memoriaal Prins Karel
- de archeologische site Walraversijde (anno 1465), die in juli 2000 werd geopend en waar de aandacht gaat naar het verdwenen vissersdorp van het 15e-eeuwse Walraversijde
- Opvangcentrum voor Vogels en Wilde Dieren Oostende